# Євсевій Нікомедійський
Євсевій Нікомедійський (грецьк.: Εὐσέβιος; помер у 341 р.) — аріанський священник, який охрестив Костянтина Великого на смертному ложі в 337 р. У V столітті склалася легенда про те, що папа Святий Сильвестр I був тим, хто хрестив Костянтина, але вчені відкидають це підробкою, «щоб змінити історичну пам'ять про аріанське хрещення, яке імператор отримав наприкінці свого життя, і замість цього приписувати йому однозначно православне хрещення». Він був єпископом Берита (сучасний Бейрут) у Фінікії. Пізніше він став єпископом Нікомедії, де перебував імператорський двір. Зрештою, він жив у Константинополі з 338 року до своєї смерті.

## Вплив в імператорській родині та імператорському дворі
Будучи віддалено спорідненим з імператорською родиною Костянтина, він завдячував своїм зростанням від менш значного левантійського єпископства до найважливішого єпископського престолу своєму впливу при дворі, і велика влада, якою він володів у церкві, була отримана з цього джерела. Фактично, під час його перебування в імператорському дворі, східний двір і основні посади в Східній Церкві обіймали аріани або симпатики аріан. За винятком короткого періоду затьмарення, він користувався довірою як Костянтина, так і Констанція II. Він також служив вихователем пізнішого імператора Юліана Відступника; і саме він міг охрестити Костянтина Великого 22 травня 337 року через його родинні стосунки з імператором. Також під час його перебування в імператорському дворі аріанство стало більш популярним серед імператорської родини. Можна логічно припустити, що Євсевій доклав величезної уваги до прийняття аріанства в константинівському домі. За час його перебування при імператорському дворі вплив аріанів настільки зріс, що аріанство втратило свій вплив в імперії лише після закінчення династії Константинів і призначення Феодосія I.
Особливо цікаво було те, що Євсевій був ледь не переслідуваний через його близькі стосунки з імператором Ліцинієм, коли він служив єпископом Нікомедії під час правління Ліцинія.

## Відносини з Арієм
Як і Арій, він був учнем Лукіана Антіохійського, і цілком імовірно, що він від самого початку дотримувався тих самих поглядів, що й Арій; він також був одним із найзапекліших прихильників Арія, які заохочували Арія. Саме через ці стосунки він був першою людиною, з якою зв'язався Арій після того, як останнього було відлучено від Александрії Александром I Александрійським у 321 році. Очевидно, Арій і Євсевій були досить близькі, а Євсевій достатньо могутні, щоб Арій зміг викласти свою теологію в письмовій формі. Згодом він дещо змінив свої ідеї або, можливо, піддався лише тиску обставин; але він був якщо не вчителем, то взагалі лідером і організатором аріанської ради.
На Першому Нікейському соборі 325 р. він підписав «Сповідь», але лише після тривалого й відчайдушного протистояння, в якому, згідно з давніми джерелами, про нього було сказано «підписуватися лише рукою, а не серцем». Це був величезний удар для аріанської партії, оскільки передбачалося, що учасники Першого Нікейського собору були рівномірно розподілені між неаріанами та аріанами. Його захист Арія розлютив імператора, і через його постійні контакти з Арієм та його послідовниками за кілька місяців після ради він був відправлений у вигнання. Після закінчення трьох років йому вдалося повернути імператорську прихильність, переконавши Костянтина, що Арій і його погляди не суперечать проголошеному Нікейському символу віри. Після свого повернення в 329 році він привів у дію весь механізм державного управління, щоб нав'язати свої погляди Церкві.

## Політична та релігійна кар'єра
У доповнення до своїх богословських інтересів, Євсевій був досвідченим політиком. Після повернення він відновив втрачені позиції в результаті Першого Нікейського собору, встановив союзи з іншими групами, такими як мелітяни, і вигнав багатьох противників.
Сучасні історики описували його як «амбіційного інтригана» і «неперевершеного політичного гравця». Стародавні джерела також описували його як особу з потужними зв'язками, яка також була агресивною у своїх діях; він також використовував своїх союзників, щоб шпигувати за своїми супротивниками.
Він зміг вигнати трьох ключових супротивників, які підтримували Перший Нікейський собор: Євстафія Антіохійського в 330 році, Афанасія Александрійського в 335 році і Марцелла Анкірського в 336 році. Це був невеликий подвиг, оскільки Костянтин вважав Афанасія «людиною Божою», і як Євстафій, так і Афанасій займали найвищі посади в церкві.
Ще одним великим подвигом було його призначення Константинопольським патріархом шляхом вигнання Павла I Константинопольського; Після смерті Євсевія Павло повернеться як патріарх.
Навіть за межами імперії Євсевій мав великий вплив. Він привів Ульфілу в аріанське священство і послав останнього навернути язичників-готів.
Євсевій хрестив Костянтина Великого на його віллі в Нікомидії 22 травня 337 року перед смертю імператора.

## Смерть і наслідки
Він помер на піку своєї могутності в 341 році.
Він був настільки впливовим, що навіть після його смерті Констанцій II прислухався до його та Євдокса Константинопольського поради спробувати навернути Римську імперію до аріанства, створивши аріанські ради та офіційні аріанські доктрини.
Саме через Євсевія «Загалом Костянтин та його наступники зробили життя дуже жалюгідним для церковних лідерів, відданих Нікейському рішенню та його тринітарній формулі».
Євсевія Нікомедійського не слід плутати з його сучасником Євсевієм Кесарійським, автором відомих ранніх книг з історії Церкви.